# Platyptilia cretalis
Platyptilia cretalis là một loài bướm đêm thuộc họ Pterophoridae. Nó được tìm thấy ở Honshu, Kyushu và quần đảo Tsushima của Nhật Bản.
Chiều dài cánh trước là 9–12 mm. Con trưởng thành bay từ tháng 5 đến tháng 9.
Ấu trùng ăn the flowering họ Đậu Desmodium racemosum. 